# اوتیلیو
اوتیلیو (به ایتالیایی: Ottiglio) یک کومونه در ایتالیا است که در استان آلساندریا واقع شده‌است. اوتیلیو ۱۴٫۵ کیلومتر مربع مساحت و ۶۹۴ نفر جمعیت دارد و ۲۶۴ متر بالاتر از سطح دریا واقع شده‌است.